# Sabalia fulvicincta
Sabalia fulvicincta är en fjärilsart som beskrevs av George Francis Hampson 1901. Sabalia fulvicincta ingår i släktet Sabalia och familjen fältspinnare, Brahmaeidae. Inga underarter finns listade i Catalogue of Life.